# Cerussit
Cerussit (hay chì cacbonat hoặc quặng chì trắng) là một loại khoáng vật cacbonat chì (PbCO3), và là một loại quặng chì quan trọng. Tên Latin của nó là cerussa nghĩa là chì trắng. Cerussa đã được đề cập lần đầu bởi Conrad Gessner năm 1565, và vào năm 1832 F. S. Beudant áp dụng tên đó cho khoáng vật này trong khi tên hiện nay là cerussit lại do W. Haidinger (1845) đặt. Tên sử dụng sớm hơn cho khoáng vật này là chì spat và quặng chì trắng.
Cerussit kết tinh trong hệ trực thoi và là đồng hình với aragonit. Giống như aragonit, nó thường là song tinh, các tinh thể ghép có dạng giả lục phương. Ba tinh thể thường song tinh cùng nhau trên hai mặt của lăng trụ tạo ra các nhóm hình sao sáu cánh với các tinh thể riêng biệt chéo nhau dưới một góc gần 60°. Các tinh thể này hay được tìm thấy với bề mặt rất sáng và mịn. Khoáng vật này cũng tồn tại ở dạng hột khối lớn đặc chắc và đôi khi ở dạng sợi. Cerussit thường không màu hoặc màu trắng, đôi khi màu xám hoặc màu xanh lục trong và thay đổi từ trong suốt đến trong mờ với ánh kim cương (adamantin). Nó rất dễ vỡ và hay có một số vết vỡ vỏ sò. Nó có độ cứng theo thang Mohs là 3-3,75 và tỷ trọng riêng là 6,5. Một loại khác chứa 7% kẽm cacbonat thay cho chì cacbonat được gọi là iglesiasit từ Iglesias ở Sardinia, nơi nó được tìm thấy.
Có thể dễ nhận ra khoáng vật này bởi song tinh đặc trưng của nó, kết hợp với ánh adamantin và tỷ trọng cao. Nó bị hòa tan và sủi bọt trong dung dịch axit nitric loãng. Thử nghiệm ống thổi với khoáng vật này sẽ làm nó nóng chảy rất nhanh và cung cấp chỉ thị về sự có mặt của chì.
Các mẫu vật đã được thu thập từ mỏ Friedrichssegen ở Lahnstein ở Rhineland-Palatinate, Johanngeorgenstadt ở Saxony, Stříbro ở Cộng hòa Séc, Phoenixville ở Pennsylvania, Broken Hill, New South Wales, và một số địa phương khác. Thậm chí tinh thể hình kim có độ dài đáng kể đã được tìm thấy cách đây khá lâu về trước trong mỏ Pentire Glaze gần St Minver ở Cornwall. Cerussit được tìm thấy với số lượng lớn và có hàm lượng chì lên đến 77,5%.
Chì (II) cacbonat là thực tế không tan trong các dung dịch trung tính (độ tan [Pb 2+ ] [CO 3 2- ] ≈ 1.5 × 10 −13 ở 25 °C), nhưng sẽ hòa tan trong axit loãng.

## Hình ảnh

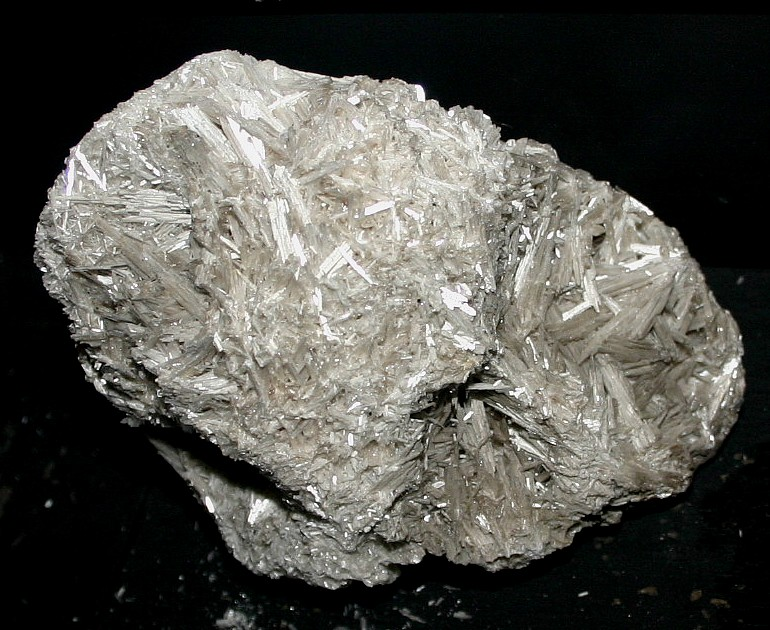
Các tinh thể cerussit, quặng chì thứ sinh
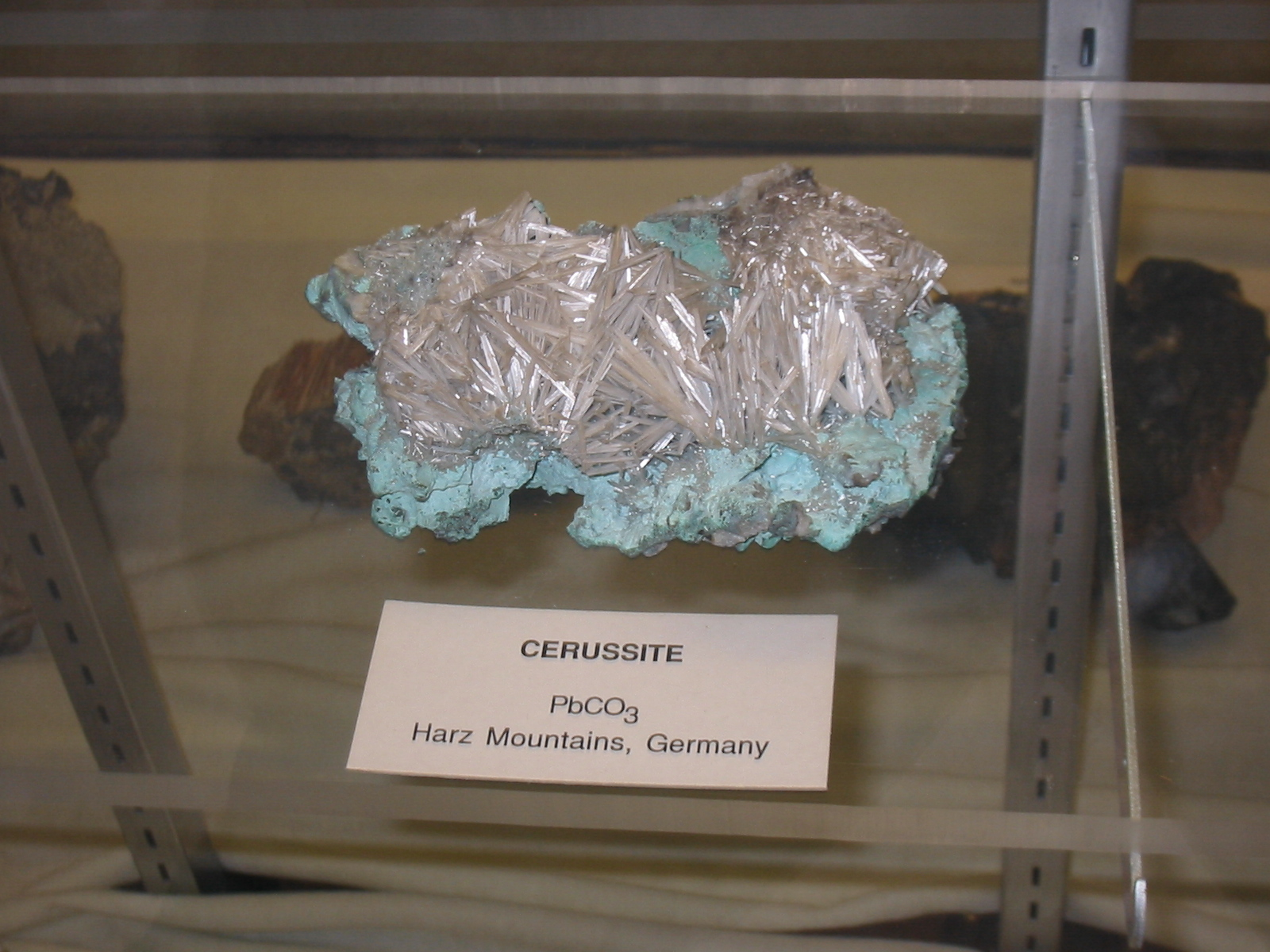
Quặng dạng kết tinh
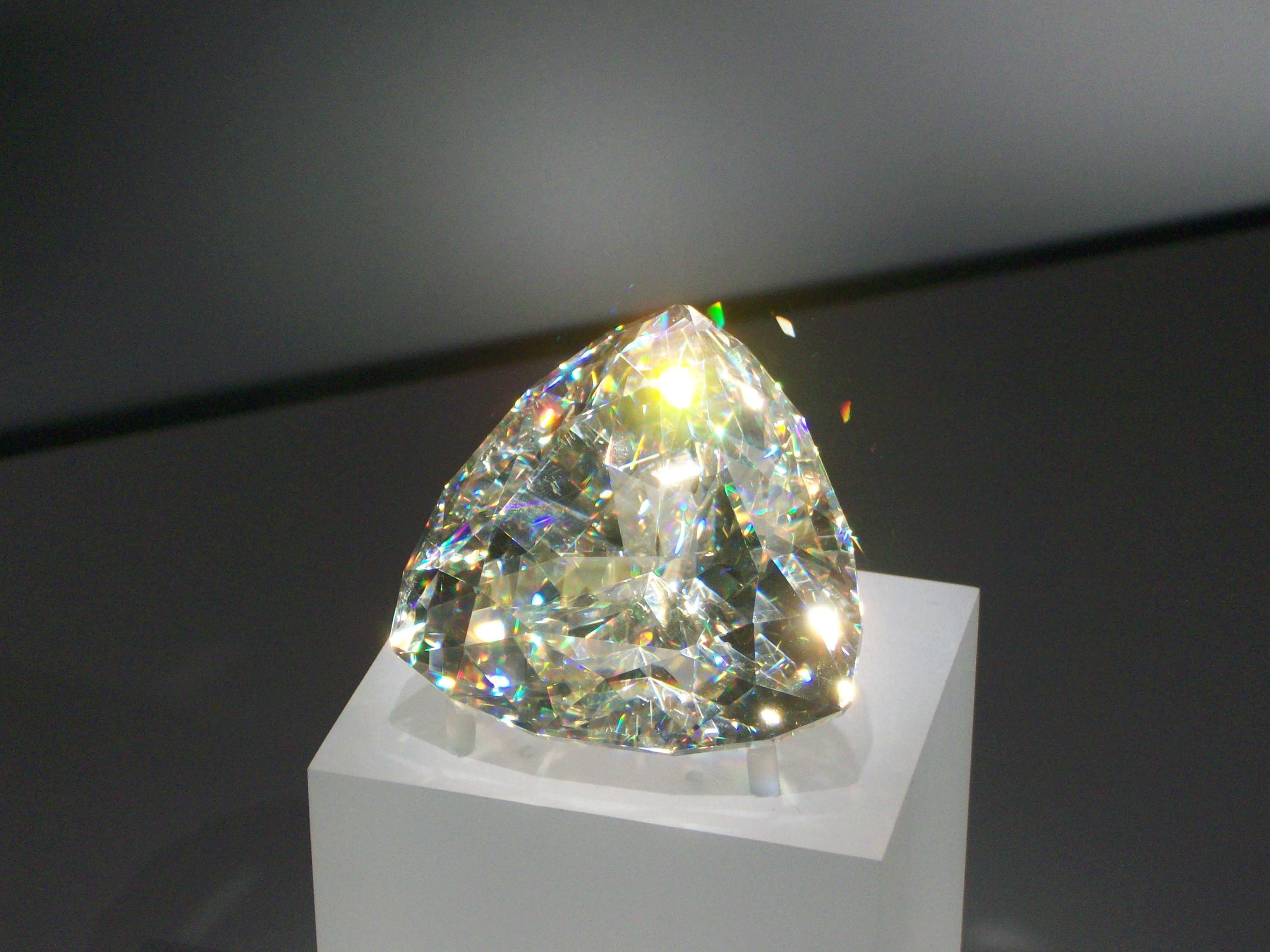
890 carat, Ánh sáng của sa mạc (tại Bảo tàng Hoàng gia Ontario Toronto) là hạt cerussit được gia công lớn nhất thế giới.